# Lycaena candrena
Lycaena candrena är en fjärilsart som beskrevs av Herrich-Schäffer 1869. Lycaena candrena ingår i släktet Lycaena och familjen juvelvingar. Inga underarter finns listade i Catalogue of Life.